# Reinsbüttel
Reinsbüttel – miejscowość i gmina w Niemczech w kraju związkowym Szlezwik-Holsztyn, w powiecie Dithmarschen, wchodzi w skład związku gmin Büsum-Wesselburen.